# فهرست جایزه‌های علمی-تخیلی

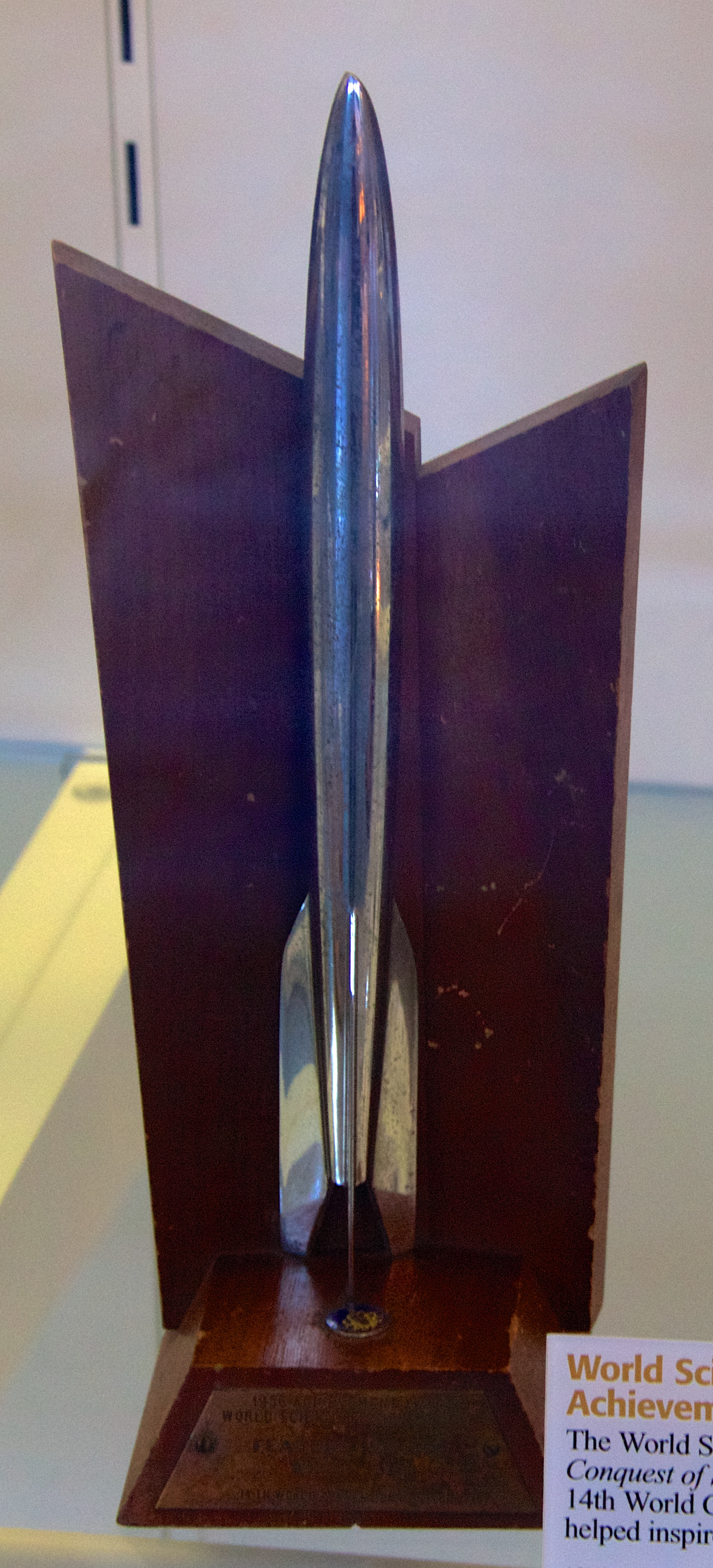
جایزه انجمن علمی تخیلی جهانی در چهاردهمین کنوانسیون جهانی خود از ویلی لی نویسنده «فتح فضا» (1949) تقدیر کرد

جایزه دستاورد انجمن علمی تخیلی جهانی. انجمن علمی تخیلی جهانی در چهاردهمین کنوانسیون جهانی خود از ویلی لی نویسنده «فتح فضا» (1949) تقدیر کرد. نوشته های علمی لی به الهام بخشیدن به اکتشافات واقعی فضایی کمک کرد. در مرکز Steven F. Udvar-Hazy، واشنگتن، دی سی.

## جایزه‌های جهانی
- جایزه هوگو
- جایزه هوگو بزرگ
- جایزه نبولا
- جایزه استاد بزرگ
- جایزه آیزاک آسیموف
- جایزه آرتور سی. کلارک
- جایزه کمپل
- جایزه لوکس
- جایزه دیتمار
- جایزه یادبود دمون نایت
- جایزه آندری نورتون

## جایزه‌های داخلی
- جایزه بهترین داستان کوتاه علمی-تخیلی فیزیک، انجمن فیزیک ایران[۱]